# ワン・コールド・ウィンターズ・ナイト
『ワン・コールド・ウィンターズ・ナイト』（One Cold Winter's Night）は、2006年に発表されたキャメロットのアルバム。2000年発表の『ジ・エクスペディション』に続くライブ・アルバム第2作目。CDとDVDビデオで発売された。ビデオのプロデューサーはパトリック・ユレイウス。
ロイ・カーンの母国ノルウェーで行われた一回限りのスペシャル・ショーを収録。今ツアーではゲストを招いて行われていたが、当夜はさらに多くのゲストが客演した。

## 収録曲
ディスク 1
1. イントロ：アン・アサシノ・モルト・サイレンジオソ Intro: Un Assassinio Molto Silenzioso
2. ザ・ブラック・ヘイロー The Black Halo
3. ソウル・ソサイエティ Soul Society
4. ザ・エッジ・オブ・パラダイス The Edge of Paradise
5. センター・オブ・ジ・ユニバース Center of the Universe
6. ナイツ・オブ・アラビア Nights of Arabia
7. アバンダンド Abandoned
8. フォーエヴァー Forever
9. キーボード・ソロ Keyboard solo
10. ザ・ホーンティング The Haunting (Somewhere in Time)
11. ムーンライト Moonlight

ディスク 2
1. ホウェン・ザ・ライツ・アー・ダウン When the Lights Are Down
2. エリザベス （パートワン、ツー、スリー） Elizabeth (parts I, II & III)
3. マーチ・オブ・メフィスト March of Mephisto
4. カーマ Karma
5. ドラム・ソロ Drum solo
6. フェアウェルFarewell
7. アウトロ Outro: Curtain Call
8. エピローグ

## 参加ミュージシャン
- ロイ・カーン - ボーカル
- トーマス・ヤングブラッド - ギター
- グレン・バリー - ベース
- キャセイ・グリロ - ドラムス
- オリバー・パロタイ - キーボード

- シモーネ・シモンズ - マーガレット役『ザ・ホーンティング』
- マリ・ヤングブラッド - ヘレナ役『センター・オブ・ザ・ユニバース』『アバンダンド』エリザベス・バソリー役『エリザベス I～III』
- エリザベス・ヒアルネス - ボーカル『ナイツ・オブ・アラビア』『マーチ・オブ・メフィスト』
- サシャ・ピート - ギター『ムーンライト』
- スノーウィー・ショウ - メフィスト役『マーチ・オブ・メフィスト』
- ヘイロー・クワイア（Karianne Kjærnes, Marianne Follestad & Christian Kjærnes）
- シャグラット - メフィスト（声）『マーチ・オブ・メフィスト』
- Liv Nina Mosveen - ボーカル『エリザベス』
- シンシア・リゾ - ボーカル『アン・アサシノ・モルト・サイレンジオソ』